# Kurnakovita
La kurnakovita és un mineral de la classe dels borats, que pertany al grup de la inderita. Rep el seu nom del mineralogista i químic rus S. Kurnakov (1860-1941).

## Característiques
La kurnakovita és un borat de fórmula química Mg[B₃O₃(OH)₅](H₂O)₄·H₂O. Cristal·litza en el sistema triclínic, en forma de cristalls prismàtics de fins a 37 centímetres, normalment en densos agregats. La seva duresa a l'escala de Mohs es troba entre 2,5 i 3. És un mineral dimorf de la inderita.
Segons la classificació de Nickel-Strunz, la kurnakovita pertany a «06.C - Nesotriborats» juntament amb els següents minerals: inderita, ameghinita, inderborita, meyerhofferita, inyoïta, solongoïta, peprossiïta-(Ce), nifontovita i olshanskyita.

## Formació i jaciments
És un mineral poc comú que vaa ser descobert l'any 1940 al dipòsit de bor d'Inder, a Atyrau, Kazakhstan, on es troba associat a la szaibelyita.